# Bohlenwege im Wittmoor

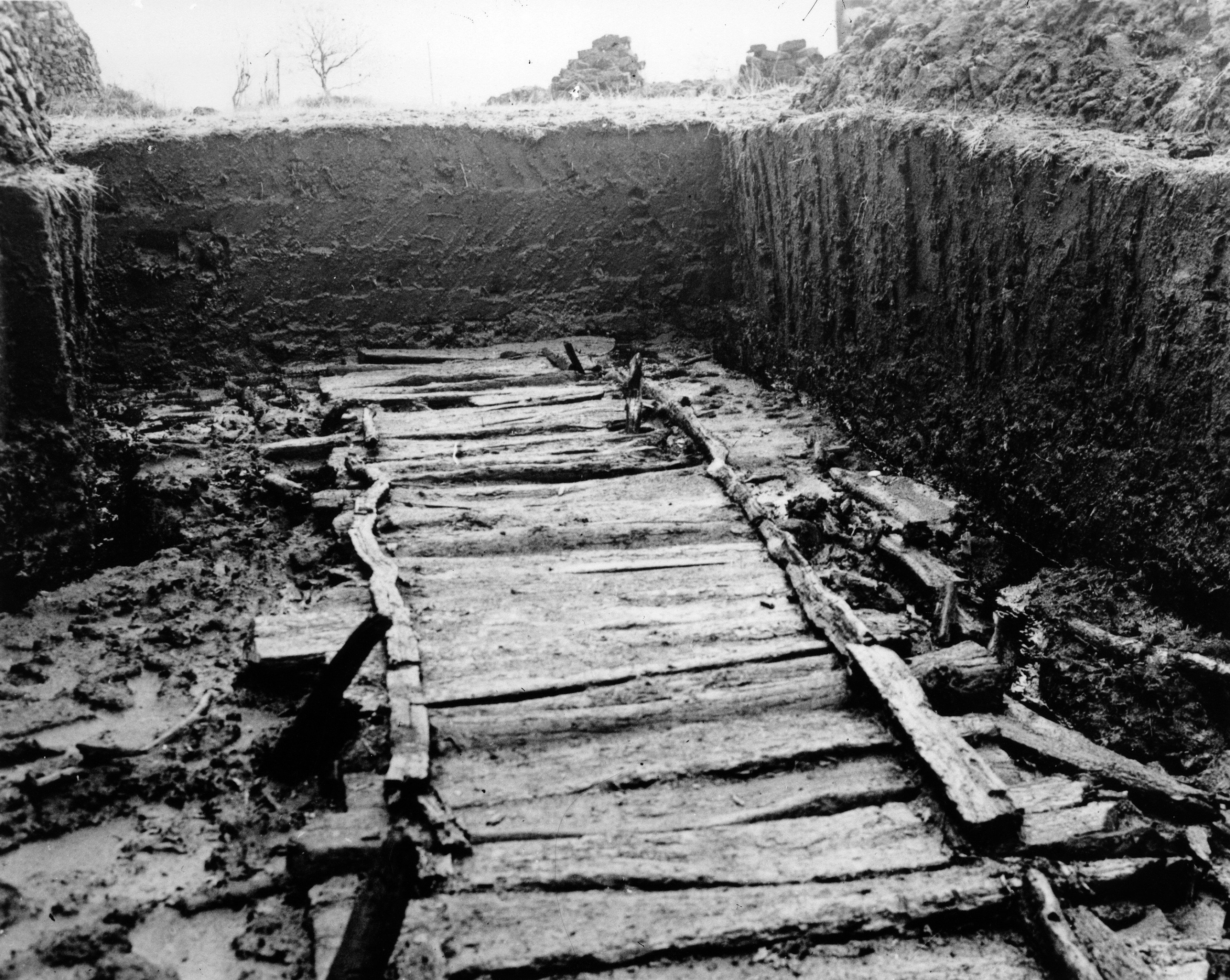
Bohlenweg II in situ, während der Ausgrabung in den 1930er Jahren

Mit Bohlenwege im Wittmoor werden zwei vorgeschichtliche Moorwege bezeichnet, die 1898 (Bohlenweg I) und 1904 (Bohlenweg II) im Wittmoor im Norden Hamburgs entdeckt wurden. Die Bohlenwege stammen aus dem 4. und 7. Jahrhundert n. Chr. und verbanden das östliche mit dem westlichen Ufer des damals schwer zugänglichen, sumpfigen Moores. Ein Teil des älteren Bohlenweges II wird in der archäologischen Dauerausstellung des Archäologischen Museums Hamburg in Hamburg-Harburg gezeigt.

## Fundort

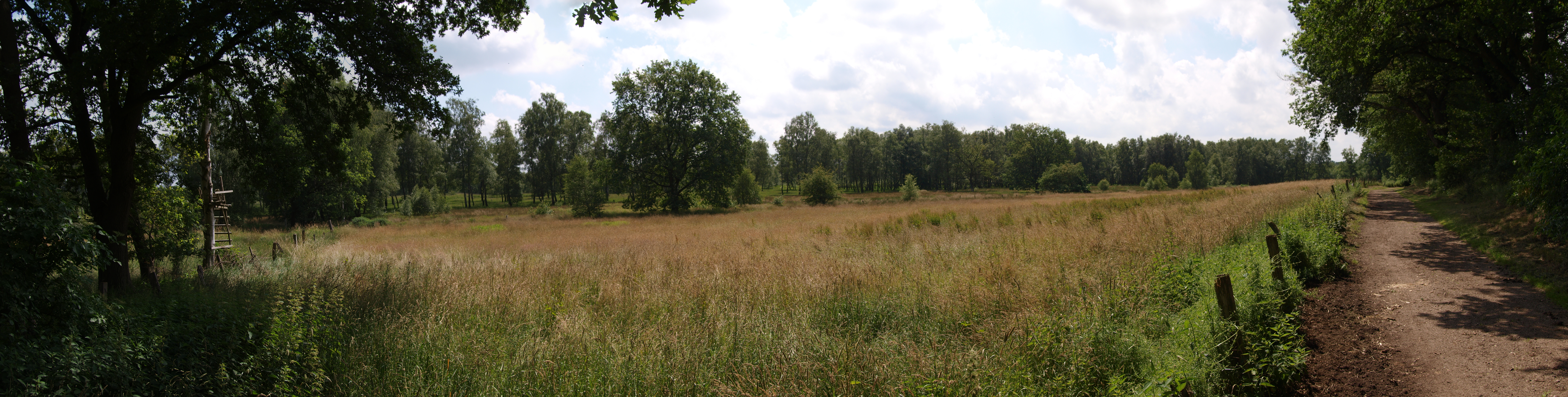
Blick über den westlichen Teil des Wittmoores in der Nähe des westlichen Anfangs von Bohlenweg II am linken Bildrand

Die Fundorte beider Bohlenwege befinden sich im Wittmoor, das auf dem Gebiet der Hamburger Stadtteile Duvenstedt und Lemsahl-Mellingstedt liegt, und sich auf Schleswig-Holsteiner Gebiet bis an den Norderstedter Ortsteil Glashütte erstreckt. Beim Abbau von Torf wurden im Wittmoor immer wieder Teile eines historischen Bohlenweges angeschnitten. 1898 folgte der Schulmeister und Heimatforscher Ludwig Frahm dem Hinweis des Poppenbütteler Zimmermanns Hinrich Mohr, der ihm die Lage des von ihm als Russendamm bezeichneten Bohlenweges I zeigte. Im Jahr 1900 legte Frahm einen größeren Teil des Bohlenweges frei und veröffentlichte seine Grabungsergebnisse 1901 und 1913. Insgesamt wurden im Wittmoor bisher zwei Bohlenwege gefunden, die aufgrund der Lagerung im feuchten Boden hervorragend erhalten waren.

## Bohlenweg I

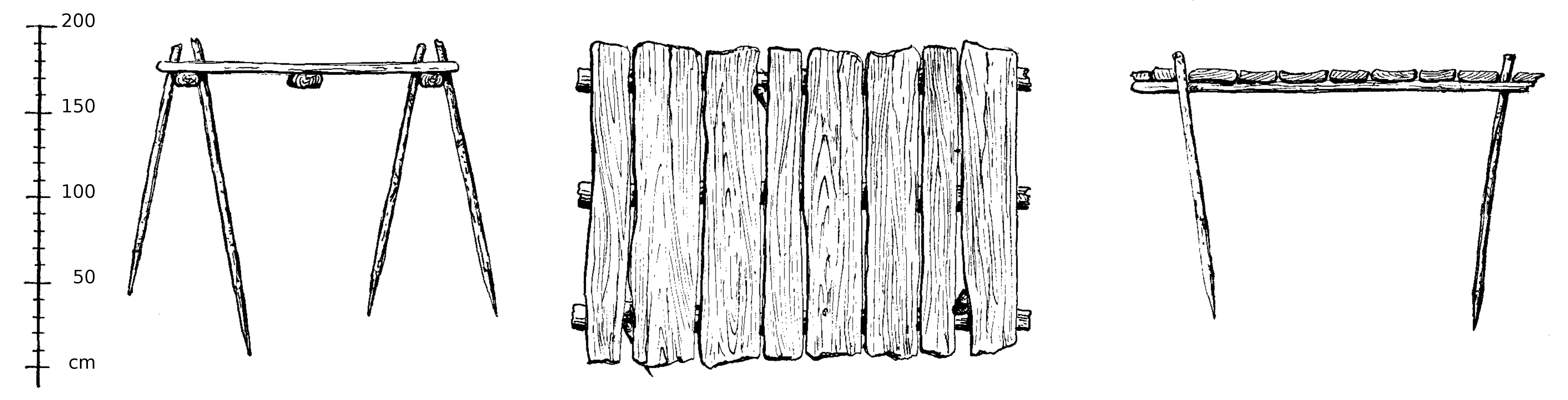
Schematische Zeichnung eines Teils des Bohlenweges I in Querschnitt, Draufsicht und Längsschnitt

Der Bohlenweg I wurde 1898 entdeckt, in den Jahren 1900 und 1901 von Frahm zusammen mit Wilms teilweise freigelegt und in der ersten Hälfte des 20. Jahrhunderts noch einmal von den Archäologen Hugo Prejawa und Kolumbe untersucht. Der Weg verlief in ostsüdöstlicher Richtung quer durch das Wittmoor und hatte eine Länge von etwa 500 m. Auch während des Zweiten Weltkrieges wurde besonders der Westteil des Moores zur Brennstoffgewinnung verstärkt abgetorft, wobei größere Teile des Weges mit vernichtet wurden. Dieser Bohlenweg war viel einfacher aufgebaut als der ältere Bohlenweg II. Der Weg bestand lediglich aus sauber behauenen Eichenbohlen von 180 bis 200 cm Länge und 20 bis 30 cm Breite, die ohne Unterzüge direkt auf die Oberfläche des Moores aufgelegt waren. Der Bohlenweg war nur 1 m unterhalb der Geländeoberfläche im Torf eingebettet. Auch in diesem Teil des Moores wurde regelmäßig Torf zur Brennstoffgewinnung abgebaut, wobei der Weg ebenfalls sukzessive vernichtet wurde. Dabei wurden die gut erhaltenen Holzbohlen des Weges von den Torfstechern als Brennholz verwendet.
Lage: 53° 42′ 10″ N, 10° 4′ 18″ O

## Bohlenweg II

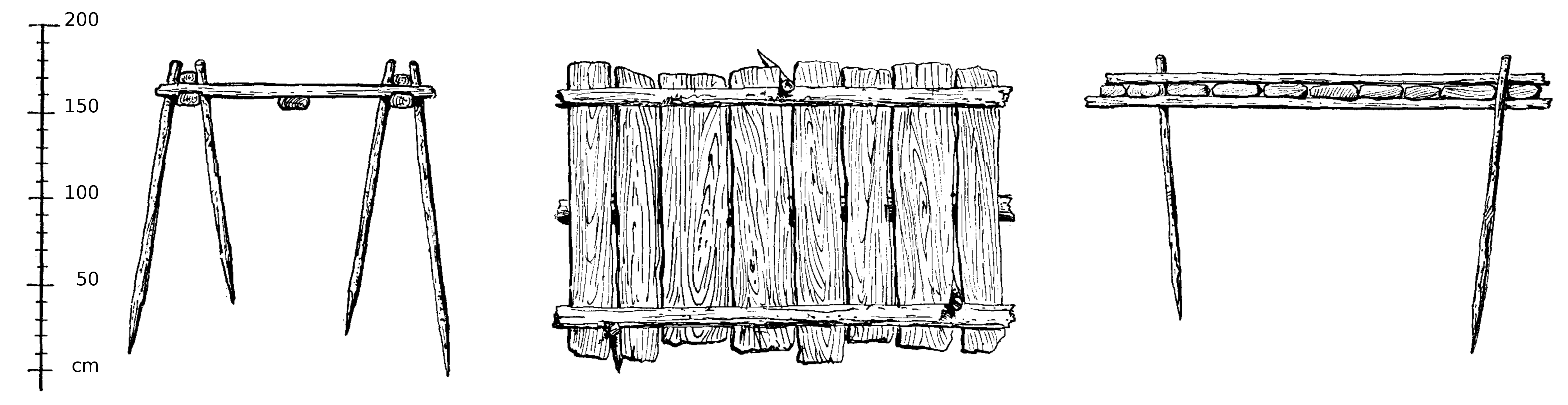
Schematische Zeichnung eines Teils des Bohlenweges II in Querschnitt, Draufsicht und Längsschnitt

Der Bohlenweg II wurde 1904 durch den Hamburger Landesgeologen Wolff entdeckt. Dieser verlief ebenfalls in ostsüdöstlicher Richtung, etwa 500 m südsüdwestlich und nahezu parallel vom Bohlenwege I, durch das Wittmoor. Dieser hatte eine Länge von etwa 600 m. Auch dieser Weg wurde durch regelmäßiges Abtorfen sukzessive vernichtet. 1947 führte Kellermann Ausgrabungen an dem mittleren Teil des Weges durch und barg ein etwa 2 m langes Wegstück, das jetzt in der Dauerausstellung des Archäologischen Museums Hamburg gezeigt wird. Der Unterbau des Weges bestand aus zwei gespaltenen Eichenbohlen, die parallel zueinander auf einer Sand- beziehungsweise Kiesschüttung auf dem ehemals sumpfigen Gelände aufgelegt waren. Auf den Bohlen waren Lagen aus gespaltenen Eichenbrettern von etwa 130 bis 160 cm Länge und 25 bis 45 cm Breite und einer Stärke von zwei bis sechs cm quer zur Wegrichtung als Wegfläche aufgelegt. Die Schwellen waren eingekerbt, um ein Verrutschen auf den Bohlen zu verhindern. Jede zweite Schwelle war an den Enden schräg angeschnitten. Durch die Lücken wurden Birkenstöcke in den Boden eingeschlagen, um ein Verrutschen der Schwellen zu verhindern. Ein großer Teil des von Kellermann ausgegrabenen Weges glich einer Baustelle, teilweise waren die Hölzer des Weges herausgerissen und auf einer Stelle zusammengeworfen. Daneben lagen neu zugerichtete Hölzer, die für den Einbau vorgesehen waren, sowie als Werkzeug interpretierte Gegenstände, wie ein Hebebaum und Klöpfel. Verkohlte kleine Holzstücke deuten auf eine Feuerstelle hin.
1938 wurde der Bohlenweg mittels Pollenanalyse zunächst in das 6. Jahrhundert vor Chr. datiert, wobei eine Radiokohlenstoffdatierung 1957 dagegen ein Alter um Christi Geburt ergab. Die neuere dendrochronologische Datierung 1996 ergab ein Fälldatum der Bäume um das Jahr 330 n. Chr.
Lage: 53° 42′ 0″ N, 10° 4′ 10″ O

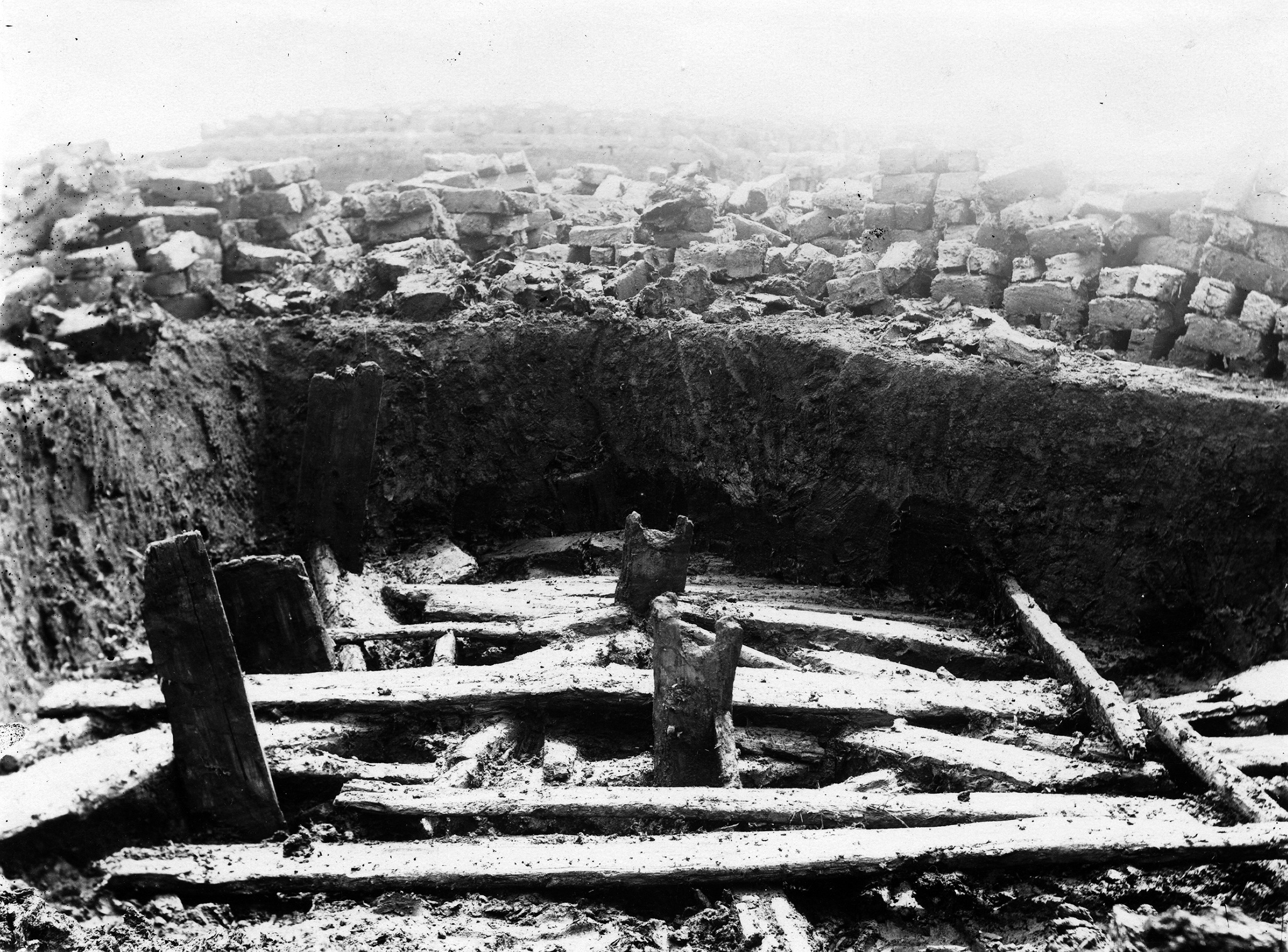
Ausgrabungssituation in den 1930er Jahren
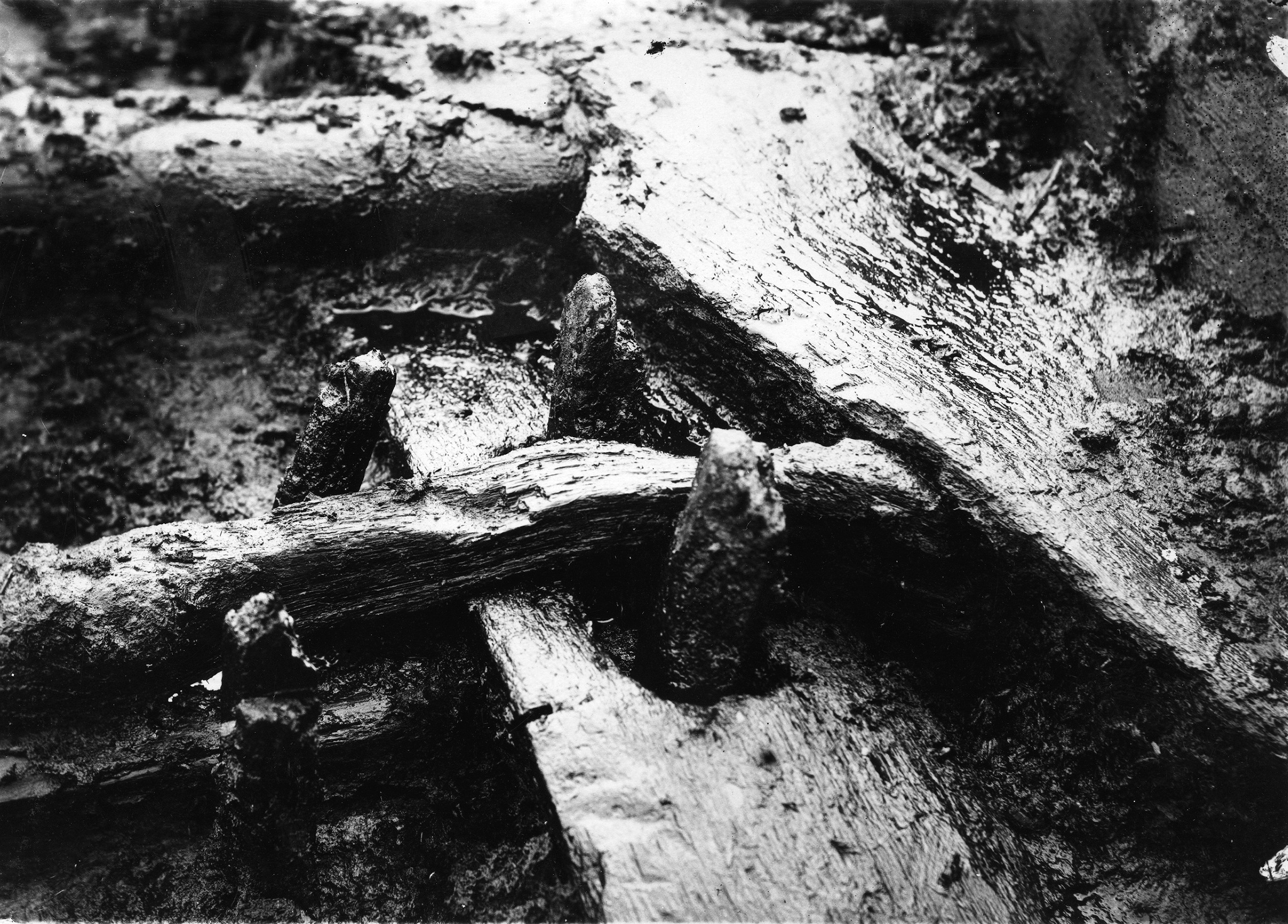
Detail des Bohlenwegs II  in den 1930er Jahren
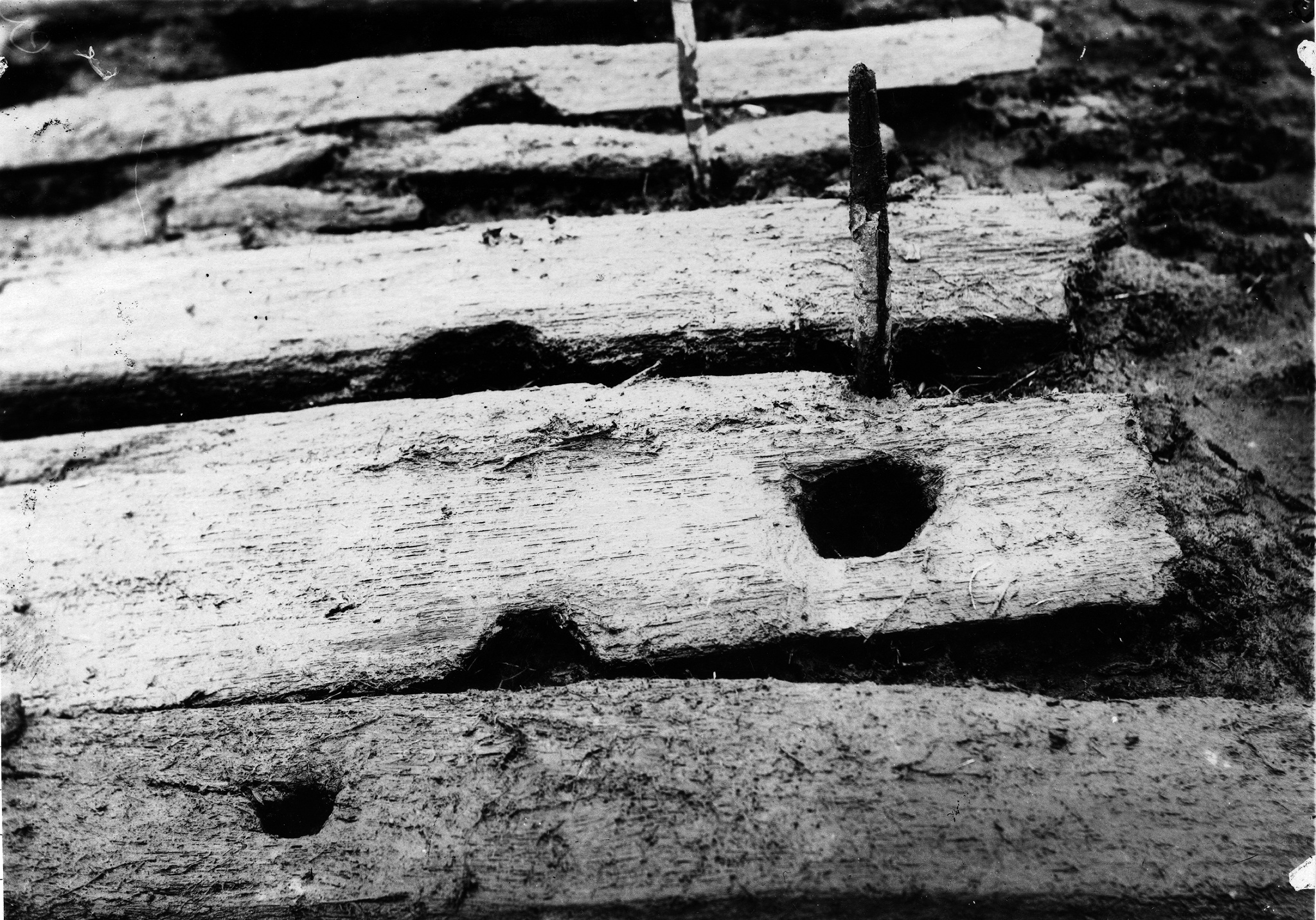
Zapfenloch in einer Wegbohle in den 1930er Jahren

## Deutung
Mit dem Fund der beiden Bohlenwege konnte die damalige Lehrmeinung, dass solche Wege nur südlich der Elbe vorkamen, korrigiert werden. Die gefundenen Bohlenwege zeigen, dass in früheren Zeiten ein reger Austausch zwischen dem westlichen und östlichen Ufer des Moores stattgefunden hat und die Verkehrswege als so bedeutend angesehen wurden, dass ein erheblicher logistischer wie materieller Aufwand betrieben wurde, Wege durch das Moor zu bauen, anstatt dieses zu umgehen oder zu umfahren. Archäologisch konnten bisher jedoch keine zu den Bohlenwegen gehörenden Siedlungen nachgewiesen werden.